# Diana Arias
Diana Arias es una actriz argentina. Iniciada en la pandilla de Pancho Cárdenas, actuó desde muy joven en películas de los años de 1950 como Historia de una soga (1956) y Enigma de mujer (1956). Fue directora y guionista de la película Singladuras (2002) e intervino como ella misma en muchas teleseries. En teatro, se destacó en Viaje de un largo día hacia la noche, junto a Inda Ledesma. También incursionó como productora en El sexo de los ángeles (2013). Diccionario de Actrices del Cine Argentino (1933-1997), Editorial Corregidor, pp. 27-28</ref>

## Filmografía como actriz
- 1956: Historia de una soga
- 1957: Alfonsina
- 1959: Evangelina
- 1969: El profesor hippie
- 1974: Quebracho
- 1979: Este loco amor loco